# Danh sách trường trung học phổ thông tại Bình Dương
Dưới đây là danh sách các trường Trung học phổ thông tại Bình Dương, danh sách này bao gồm các trường công lập, bán công và trường tư thục.

## Danh sách
| Tên trường                                 | Thời gian thành lập            | Địa chỉ | Lịch sử phát triển | Hiệu trưởng qua các thời kì | Loại hình                                         |
| ------------------------------------------ | ------------------------------ | --- | --- | --- | ------------------------------------------------- |
| 1. Trường Trung học phổ thông An Mỹ        | 1958                           | An Mỹ, Phường Phú Mỹ, Thành phố Thủ Dầu Một | 1958: Trường Trung học An Mỹ. Từ 1958-1975: Trường Trở thành cơ sở 2 Trường Trung học Công lập Trịnh Hoài Đức. Từ năm 1976 đến năm 1992, Trường Trung học An Mỹ trở thành trường Sư phạm cấp II Sông Bé. Trong thời gian này, học sinh cấp II phải sáp nhập với học sinh cấp I thành Trường Phổ thông cơ sở Phú Mỹ 2, còn những học sinh cấp III của trường phải ra học tại Trường Cấp III Thị xã Thủ Dầu Một. Từ 1993-1999: tên trường từ Trường Phổ thông cơ sở Phú Mỹ 2 thành Trường Trung học cơ sở An Mỹ. Từ 1999-2013: Trường Trung học Phổ thông An Mỹ (cấp II và cấp III). Từ 2013 đến nay: Trường Trung học Phổ thông An Mỹ. | Hiệu trưởng đầu tiên là thầy Trần Văn Trai. Năm học 1959 – 1962:Thầy Trương Văn Di. (Hiệu trưởng trường THCL Trịnh Hoài Đức và chi nhánh An Mỹ). Năm học 1962 – 1973: Thầy Bùi Ngọc Ẩn. Năm học 1973-1974: Thầy Nguyễn Như Thủy. Năm học 1974 – 1975: Thầy Nguyễn Cộng Hòa. Năm học 1975 – 1976: Thầy Phan Văn Bảy. Năm học 1977 – 1980: Thầy Nguyễn Văn Tám. Năm học 1980 – 1982: Thầy Lê Văn Dậm. Năm học 1982 – 1983; Thầy Nguyễn Xuân Thưởng (đã mất). Năm học 1983 – 1984: Thầy Dương Khánh Hòa. Năm học 1984 – 1985: Thầy Trần Mậu Thành. Năm học 1985 – 1986 đến năm học 2005- 2006: Cô Nguyễn Thị Tuyết. Năm học 2006 – 2007 đến năm 2009: Thầy Trần Đình Hàng. Năm học 2009 – 2010 – đến năm học 2013 - 2014:Cô Nguyễn Thị Tuyết. Năm học 2014: Thầy Võ Tánh Danh. Cô Nguyễn Thị Tám Vẫn đang cập nhật. | 1958: Tư thục Từ 1959: Công lập                   |
| 2. Trường THPT Bàu Bàng                    | 8/2014                         | Ấp Đồng Sổ, thị trấn Lai Uyên, huyện Bàu Bàng | Cùng với việc thành lập huyện Bàu Bàng (4/2014) tách ra từ thị xã Bến Cát, Trường THPT Bàu Bàng được khánh thành tháng 8/2014 theo quyết định số 786/QĐ-UBND ngày 11/4/2014 của UBND tỉnh Bình Dương, là trường cấp THPT đầu tiên của huyện. Trường được tách ra từ trường THPT Lai Uyên. | 2014-2018: Thầy Phạm Trọng Sang. Từ 2018: Thầy Phạm Tấn Bình | Công lập                                          |
| 3. Trường THPT Bình An                     | 8/9/1994                       | Khu phố Bình Thung, Phường Bình An, Thành phố Dĩ An | Do nhu cầu phát triển giáo dục của địa phương xã Bình An thuộc huyện Thuận An trước đây (nay là phường Bình An, thành phố Dĩ An), theo quyết định số 160/GD – TCCB kí ngày 08/09/1994 của Sở GD–ĐT Sông Bé đã quyết định thành lập trường THCS bán công Bình An. Từ năm học 1998- 1999 theo quyết định số 126/1998/QĐ-CT ngày 12/8/1998 của UBND tỉnh Bình Dương ban hành, trường trở thành trường PTTH bán công Bình An bắt đầu thu nhận thêm học sinh cấp ba để giảng dạy. Từ năm học 2005- 2006 theo quyết định số 125/2005/QĐ-UBND ngày12/7/2005 của UBND tỉnh Bình Dương, trường trở thành trường THPT Bình An cho đến ngày nay (tách cấp hai sáp nhập vào trường THCS Bình An).                                                           | (?) Thầy Trần Văn Sơn thầy Phạm Nguyễn Thanh Tuấn. Vẫn đang cập nhật. | Từ 1994-2005: Bán công. Từ 2005 đến nay: Công lập |
| 4. Trường THPT Bình Phú                    | 6/1973                         | Nguyễn Văn Thành, Phường Định Hòa, Thành phố Thủ Dầu Một | Trường THPT Bình Phú được thành lập từ tháng 6 năm 1973 toạ lạc trên địa bàn xã Tân Định tiếp giáp với các xã Tân An, Định Hoà, Tương Bình Hiệp (TX. TDM) và Hoà Lợi (H. Bến Cát). Ban đầu là Trường Tỉnh Hạt Bình Phú do nhân dân đóng góp xây dựng để đáp ứng nhu cầu học tập của con em người dân trong khu vực. Để ghi nhớ sự đoàn kết thống nhất đóng góp xây dựng của người dân địa phương hết lòng chăm lo cho sự nghiệp giáo dục nên những người sáng lập đã quyết định đặt tên trường là Bình Phú (các xã trên thuộc tổng Bình Phú xưa). Sau ngày Miền Nam hoàn toàn giải phóng Trường được đổi tên là Trường THPT Bình Phú cho đến nay.                                                                                               | (?) Thầy Nguyễn Văn Cứu. Vẫn đang cập nhật. | Công lập                                          |
| 5. Trường THPT Bến Cát                     | 1963                           | Khu phố 3, Phường Mỹ Phước, Thị xã Bến Cát | Đầu những năm 1960, Quận Bến Cátchưa có trường trung học, học sinh Bến Cát sau khi học xong bậc Tiểu học phải xuống Tỉnh để học tiếp bậc trung học. Năm 1962, Bà Nguyễn Thị Ngọc Trâm, giáo viên Ngoại ngữ từ Pháp trở về, vận động được một mạnh thường quân là bà giáo Bảy (dì ruột Thầy giáo ưu tú Nguyễn Văn Đô) hiến đất để xây dựng 3 phòng học cấp 4 và 1 văn phòng từ nguồn viện trợ của UNICEF. Từ năm 1963, Trường Trung học Bán Công Bến Cát –tiền thân của Trường THPT Bến Cát ngày nay đã chính thức đi vào hoạt động. Từ 1969-1975: trường được đổi tên thành Trường Trung học Tỉnh hạt Bến Cát. Sau ngày Miền Nam hoàn toàn giải phóng, Trường được đổi tên là trường phổ thông cấp 2,3 Bến Cát.                                 | 1962-1967: cô Nguyễn Thị Ngọc Trậm. 1967-1972: thầy Phạm Văn Sua. 1972-2975: thầy Lê Văn Thành. 1975-1976: thầy Vũ Hồng Tiệp. Năm học 1976-1977: Thầy Bùi Quốc Toàn. Năm học 1977-1978: Thầy Nguyễn Văn Thi. Từ Năm học 1978-1979 đến năm học 1995-1996: Thầy Lê Văn Minh. Đây là người đảm nhiệm chức vụ hiệu trưởng lâu năm nhất của trường (18 năm). Năm học 1996-1997 đến hết Học kỳ I năm học 2008-2009: Thầy Trương Minh Giảng. Từ đầu Học kỳ 2 Năm học 2008-2009 đến năm 2021: Thầy Ngô Thanh Đạt.Từ năm 2021 đến nay:Thầy Nguyễn Minh Nhân | Từ 1962-1969:Bán công Từ 1969:Công lập            |
| 6. Trường THPT Chuyên Hùng Vương           | 24/4/1996                      | 593 Đại lộ Bình Dương, Phường Hiệp Thành, Thành phố Thủ Dầu Một                                                                                               | Trường THPT chuyên Hùng Vương được xây dựng dưới sự chỉ đạo của Tỉnh ủy, Hội đồng Nhân dân và Ủy ban Nhân dân tỉnh Sông Bé nhiệm kì IV (1989-994). | (?) Thầy Lê Văn Minh Thầy Trần Văn Hai Thầy Vương Văn Thanh thầy Nguyễn Văn Sơn. Vẫn đang cập nhật. | Công lập                                          |
| 7. Trường THPT Dĩ An                       | 1/10/1963                      | Khu phố Đông Tân, Phường Dĩ An, Thành phố Dĩ An | 1963-1975: Trường Dĩ An. 10/1975: Trường được tách để thành lập Trường cấp 2 và cấp 3 Dĩ An. 1991, Trường lại gộp với trường cấp 2 Dĩ An. 7/2001, theo quyết định số 96/2001/QĐUB ngày 06/07/2001 của UBND tỉnh, Trường Phổ thông Trung học Dĩ An được tách ra thành trường THPT Dĩ An và trường THCS Dĩ An. | 1963-1965: thầy Nguyễn Văn Báo. 1965-1975: thầy Trần Anh. 1975-1978: thầy Nguyễn Khắc Liên. 1978-1982: thầy Nguyễn Văn Lộc. 1982-1983: thầy Phạm Ngọc Tuấn. 1983-4/1988: thầy Nguyễn Công Minh. 4/1988-20/03/1989: cô Bá Đặng Thị Thi. 20/03/1989-2010: thầy Trần Văn Phê. 2010-2012: thầy Vương Văn Thanh. 2012-2018: thầy Trần Văn Hai. 2018-nay: thầy Bùi Trọng Duy. | Công lập                                          |
| 8. Trường THPT Dầu Tiếng                   | 1970                           | Khu phố 4B, Thị trấn Dầu Tiếng, huyện Dầu Tiếng | Trường được thành lập năm 1970 lúc đầu có tên là Trường Trung học Tỉnh hạt Trị Tâm. Từ 1976-1982: Trường Phổ thông cấp 3 vừa học vừa làm. 1982-1996: Trường cấp 3 Dầu Tiếng. Năm1996, tỉnh Sông Bé tách thành tỉnh Bình Dương và Bình Phước,theo chủ trương mới của ngành, trong giai đoạn này, trường PTTH Dầu Tiếng được tách ra làm hai trường: trường cấp 2-3 Dầu Tiếng và trường cấp 2-3 bán công Định Thành. Đến năm 2005, thực hiện chủ trương xóa trường bán công trong tỉnh, trường THPT Dầu Tiếng nhận số học sinh cấp 3 bán công Định Thành về trường, số học sinh cấp 2 của trường được chuyển tất cả vào trường THCS Nguyễn Bỉnh Khiêm, trường trở thành trường THPT Dầu Tiếng cho đến nay.                                        | 1970-1975: cô Đỗ Thị Hạnh. 1975-1976: thầy Nguyễn Văn Phức. 1976-1978: thầy Nguyễn Văn Thuyết. (?) thầy Trần Thế Hùng. (?) thầy Nguyễn Cảnh Thủy. Vẫn đang cập nhật. | Công lập                                          |
| 9. Trường TH - THCS & THPT Đức Trí         | 2009                           | Ấp Hòa Lân 2, Phường Thuận Giao, TP. Thuận An | Trường được xây dựng vào năm 2009 với tiêu chuẩn quốc tế. | (?) cô Trần Thi Phượng. | Tư thục                                           |
| 10. Trường THPT Hoàng Diệu                 | 2/3/2010                       | 5/119 đường Thủ Khoa Huân, Ấp Hòa Lân, Phường Thuận Giao, TP. Thuận An                                                                                        | Ngày 2-3-2010, trường THPT Hoàng Diệu đặt tại số 5/119 đường Thủ Khoa Huân, ấp Hòa Lân, Thuận Giao, Thuận An đã tổ chức lễ ra mắt theo Quyết định thành lập số 455 ngày 1-2 của UBND tỉnh. | Chưa cập nhật | Tư thục                                           |
| 11. Trường THPT Huỳnh Văn Nghệ             | 1955                           | Khu phố 4, Phường Uyên Hưng, Thị trấn Uyên Hưng, Thành phố Tân Uyên                                                                                           | Năm 1959, năm năm sau ngày ký hiệp định Giơnevơ, trên vùng đất Chiến khu "Đ" bom cày đạn xới, ngôi trường trung học đầu tiên của tỉnh Phước Thành cũ ra đời trong sự đùm bọc của nhân dân Tân Uyên. Lúc đó ngôi trường có tên khai sinh là Trần Quốc Tuấn. Năm 1961, trường lấy tên tỉnh: trường Trung học Phước Thành. Năm 1973, trường mang tên Quận: trường Trung học Tân Uyên. Sau 30/4/1975, trường đổi tên thành Phổ thông cấp 2, 3 Tân Uyên. Từ năm 1976, trường mang tên PTTH Tân Uyên I, các lớp cấp 2 tách ra nhập vào trường cấp 1 thành lập trường PTCS Uyên Hưng. Đặc biệt từ năm 1992 – 1993 đến nay trường mang tên người con ưu tú của vùng đất cách mạng chiến khu Đ, trường THPT Huỳnh Văn Nghệ.                              | 1959-1960:thầy Đặng Duy Chiểu. 1960-1962: thầy Trần Bá An. 1962-1965: thầy Trần Thanh Thủy. 1965-1966: thầy Nguyễn Văn Thại. 1966-1972:thầy Huỳnh Kim Thiên. 1972 – 4/1975: thầy Trịnh Văn Tây. 4/1975 – 1976: thầy Nguyễn Danh Thuyết. 1976-1978: thầy Trịnh Hữu Sắc. 1978-1979: thầy Nguyễn Văn Thi. 1979-1982: thầy Huỳnh Tấn Hùng. 1982-1988: thầy Nguyễn Thường Chinh. 1988-1990: thầy Lê Văn Tuấn. 1990-2007: thầy Phan Duy Quan. 2007-7/2010: thầy Võ Thành Danh. Từ 8/2012: thầy Trần Trọng Hoàng. | Công lập                                          |
| 12. Trường THPT Lai Uyên                   | 8/1997 (dừng hoạt động 8/2014) | Xã Lai Uyên, huyện Bến Cát | Trường THPT Lai Uyên được thành lập trên cơ sở trường THCS Lai Uyên vào tháng 8 năm 1997 theo chủ trương của Sở Giáo dục và Đào tạo Bình Dương. 2014, trường tách thành trường THPT Bàu Bàng và trường THCS Lai Uyên. | Chưa cập nhật. | Công lập                                          |
| 13. Trường THPT Lê Lợi                     | 1976                           | Ấp 5, Thị trấn Tân Thành, huyện Bắc Tân Uyên | 9/1976: trường có tên là trường Điểm 4. 1978, trường đổi tên thành trường Phổ thông cơ sở Tân Thành. 1981: do yêu cầu hợp nhất địa bàn giáo dục nên trường được đổi tên thành trường Liên Xã 2. 1990: trường được đổi tên thành trường cấp I, II Tân Thành. Năm học 1992 - 1993: do yêu cầu phát triển giáo dục, trường được tách riêng biệt cấp I – II nên được lấy tên là trường THCS Tân Thành. Để đáp ứng yêu cầu phát triển của ngành giáo dục, trường được đổi tên thành trường THPT Lê Lợi, được Ủy ban nhân dân tỉnh Bình Dương kí quyết định thành lập năm 2004, là một trong sáu trường THPT của huyện Tân Uyên (cũ), nay là một trong ba trường THPT của huyện Bắc Tân Uyên, tỉnh Bình Dương.                                        | Hiệu trưởng đầu tiên của trường là cô Trần Thị Hường. 1979-1981: Thầy Đặng Thành Sang. 1981-1988:Thầy Nguyễn Văn Gởi. 1988-1992: Thầy Trần Hồng Lê. 1992-1993: Thầy Nguyễn Văn Gởi. 1993 – 1999: Thầy Trần Hồng Lê. 1999 – 2001: Thầy Cao Khắc Bình. 2001 – 2003: Thầy Trần Hồng Lê. 2004-2010: Thầy Nguyễn Ngọc Thạch.2010-2013: Thầy Nguyễn Văn Phong. 2013: Thầy Nguyễn Tấn Tài Cô Phạm Thị Tùng Oanh | Công lập                                          |
| 14. Trường THPT Long Hòa                   | 23/11/2015                     | DT 240, Xã Long Hòa, huyện Dầu Tiếng | Năm học 2015-2016, ngành giáo dục - đào tạo Bình Dương có thêm 1 trường THPT, đó là trường THPT Long Hòa (Dầu Tiếng). Trường đã tuyển các học sinh và thầy, cô từ trường THPT Dầu Tiếng, số còn lại được bổ nhiệm từ các nơi khác. | Thầy Đặng Hà Kiếm Anh | Công lập                                          |
| 15. Trường TH,THCS & THPT Ngô Thời Nhiệm   | 6/9/2012                       | Lô M2, Lý Thái Tổ, Phường Hòa Phú, TP.Thủ Dầu Một | Từ 1 cơ sở ban đầu thành lập năm 1997, hiện nay trường đã trở thành 1 hệ thống giáo dục chất lượng cao với nhiều cơ sở tại các tỉnh, thành. Cơ sở tại Bình Dương đi vào hoạt động từ 2012. | Chưa cập nhật. | Tư thục                                           |
| 16. Trường THPT Nguyễn An Ninh             | 1970                           | Đường 2, Phường An Bình, TP. Dĩ An | Chưa có | Cô Nguyễn Thị Trung Thầy Tạ Văn Tâm Cô Hồ Nguyễn Thùy Duyên | Công lập                                          |
| 17. Trường THPT Nguyễn Huệ                 | 6/2001                         | Xã Tân Hiệp, huyện Phú Giáo | Với ước nguyện của thế hệ học trò và tâm tư nguyện vọng của cha mẹ học sinh muốn có ngôi trường để các em học sinh không phải đi quá xa học tập. UBND huyện Phú Giáo, sở GD&ĐT tỉnh Bình Dương tham mưu cho UBND tỉnh Bình Dương thành lập trường THPT đặt tại xã Tân Hiệp là trung tâm của 3 xã Tân Hiệp, Phước Sang, An Linh. Tháng 6 năm 2001 chủ tịch UBND tỉnh Bình Dương ra quyết định thành lập trường THPT Tân Hiệp, tiền thân của trường là trường THCS Tân Hiệp đóng trên địa bàn xã Tân Hiệp, huyện Phú Giáo, tỉnh Bình Dương. Đến tháng 07/2001 trường được trao quyết định đổi tên thành trường THPT Nguyễn Huệ. Khi mới thành lập trường có cả hai cấp học là THCS và THPT.                                                       | (?) thầy Trần Đình Chỉ. Vẫn đang cập nhật. | Công lập                                          |
| 18. Trường THPT Nguyễn Trãi                | 8/1997                         | Đường Nguyễn Văn Tiết, Phường Lái Thiêu, TP. Thuận An | Tiền thân là trường THCS Nguyễn Trãi nằm gần ngã tư cầu Ông Bố với khuôn viên rộng rãi và cổ kính. Nhưng sau đó, trường phải chuyển giao mặt bằng để chính quyền xây dựng trung tâm VH-TDTT. Ngôi trường hiện nay được thành lập từ tháng 8/ 1997 theo quyết định số 2423/QD-UB,ngày 27/8/1997 của UBND tỉnh Bình Dương. | (?) thầy Nguyễn Văn Thành. Vẫn đang cập nhật. | Công lập                                          |
| 19. Trường THPT Nguyễn Đình Chiểu          | 6/8/2007                       | 814A Đại lộ Bình Dương, Phường Hiệp Thành, TP.Thủ Dầu Một | Trường THPT Nguyễn Đình Chiểu được thành lập theo quyết định số 80/2007/QĐ-UB ngày 06/8/2007 của UBND tỉnh Bình Dương. Trường Trung học Phổ thông Nguyễn Đình Chiểu chính thức đi vào hoạt động 9/2007. | Thầy Đặng Thái Hưng Thầy Trịnh Bá Tùng Thầy Nguyễn Văn Thành | Công lập                                          |
| 20. Trường THCS & THPT Nguyễn Khuyến       | 9/2013                         | A26B, Đường Võ Văn Tần (A3), Phường Hòa Phú, TP.Thủ Dầu Một                                                                                                   | Trường trung học cơ sở và trung học phổ thông Nguyễn Khuyến Bình Dương được thành lập và phát triển nối tiếp của trường Trung học cơ sở và trung học phổ thông Nguyễn Khuyến thành phố Hồ Chí Minh theo quyết định của UBND tỉnh Bình Dương. Trường là cơ sở thứ 5 trong hệ thống trường Tư thục Nguyễn Khuyến do hai nhà giáo tâm huyết là GS-NGND Lê Trí Viễn và Nhà giáo Nguyễn Ngọc Phấn sáng lập vào ngày 25 tháng 5 năm 1992. | Chưa cập nhật. | Tư thục                                           |
| 21. Trường Trung & Tiểu học Pétrus-Ký      | 10/6/2008                      | Cơ sở 1: Số 704, Cách Mạng Tháng 8, phường Hiệp Thành, TP. Thủ Dầu Một. Cơ sở 2: E 7,Đường số 3, Khu Dân cư Hiệp Thành 3, phường Hiệp Thành, TP. Thủ Dầu Một. | Trường TTH Pétrus Ký được thành lập theo quyết định số 1808/QĐ -UBND của UBND tỉnh Bình Dương ký ngày 10/6/2008. Năm 2011, trường Pétrus Ký là trường tư thục đầu tiên của Bình Dương được công nhận là trường chuẩn Quốc gia. | Chưa cập nhật | Tư thục                                           |
| 22. Trường THPT Phan Bội Châu              | 5/2005                         | Xã Minh Hòa, huyện Dầu Tiếng | Trường THPT Phan Bội Châu được thành lập vào tháng 5-2005. | (?) thầy Đặng Hà Kiếm Anh. Thầy Nguyễn Kiều Điển Vẫn đang cập nhật. | Công lập                                          |
| 23. Trường TH, THCS & THPT Phan Châu Trinh | 2/8/2010                       | 8/23 Khu phố Đông Tân, Phường Dĩ An, TP. Dĩ An | Trường TH -THCS -THPT Phan Chu Trinh được khởi công xây dựng ngày 22-07-2009, khai giảng khoá hoc đầu tiên ngày 02-08-2010. | (?) cô Trần Xuân Mai. Vẫn chưa cập nhật. | Tư thục                                           |
| 24. Trường THPT Phước Hòa                  | 6/5/2014                       | 741 Ấp 1B, Xã Phước hòa, huyện Phú Giáo | Trường THPT Phước Hòa được thành lập ngày 6-5-2014 theo Quyết định số 1013/QĐ- UBND của Chủ tịch UBND tỉnh. | (?) thầy Lê Đức Thanh. Vẫn đang cập nhật. | Công lập                                          |
| 25. Trường THPT Phước Vĩnh                 | 15/10/1975                     | Khu phố 3, Thị trấn Phước Vĩnh, huyện Phú Giáo | 15/10/1975: Trường cấp 2,3 Phú Giáo. Từ 1977-1978 đổi tên thành PTTH Đồng Phú. 1981-1982 tách cấp II ra khỏi trường cấp III. 1982-1983 nhập trường cấp II đổi tên thành Trường cấp 2-3 Phước Vĩnh. Đất nước bước vào thời kỳ đổi mới, trước những yêu cầu ngày càng cao của sự nghiệp giáo dục và đào tạo. Năm học 2005 – 2006 trường lại được tách cấp II ra thành trường THCS Trần Hưng Đạo, và lấy tên là THPT Phước Vĩnh. | Thầy Trần Đình Phú Cô Phạm Thị Thanh Thúy | Công lập                                          |
| 26. Trường THPT Thanh Tuyền                | 1983                           | Ấp Chợ, Xã Thanh Tuyền, huyện Dầu Tiếng | Trường Thanh Tuyền được thành lập từ năm 1983 theo quyết định số 320/QĐ của UBND tỉnh Sông Bé, ngày 29 tháng 01 năm 1985. Tên Thanh Tuyền bắt đầu từ tiếng đầu tiên trong tên của 2 xã nằm 2 bên con suối là Thanh Trì và Thanh Điền được thành lập năm 1940 đến năm 1945 sau Cách Mạng Tháng Tám 2 xã sáp nhập thì suối Suy Nô nằm trong xã. Vì vậy trường có tên là Thanh Tuyền cũng còn có nghĩa là suối nước trong. | (?) cô Cao Quế Anh Thầy Bùi Đình Đồng Vẫn đang cập nhật. | Công lập                                          |
| 27. Trường THPT Thái Hòa                   | 1972                           | Tân Ba, Khu phố Vĩnh Phước, Phường Thái Hòa, Thị xã Tân Uyên                                                                                                  | 1972-1975: Trường Trung học Tỉnh hạt Tân Ba. Sau ngày miền Nam giải phóng, trường được đổi tên thành THCS Tân Ba. Đến năm 1978 trường được sáp nhập với trường Tiểu học Tân Ba để hình thành Trường Phổ Thông Cơ Sở Tân Ba. Năm học 1981-1982: trường được tách ra làm 2 cấp. 1982-1983 thành lập Trường PTTH Thái Hòa. Kể từ năm học 1985-1986 nhà trường được sáp nhập cấp 2,3 chung có tên là trường PTTH Thái Hòa. Đến năm học 2011-2012 vừa qua nhà trường mới được tách riêng 2 cấp để thành lập trường THCS Thái Hòa và THPT Thái Hòa. | 1972-1975: thầy Từ Văn Lâm. 1975-1978: thầy Hà Văn Trọng. 1978-1982: thầy Nguyễn Minh Sang. Năm học 1983-1984: thầy Võ Thành Phương. Năm học 1985-1986: thầy Trương Văn Phước. Đang cập nhật. Từ năm học 2012 - 2013: thầy Lê Văn Tuấn. Thầy Nguyễn Văn Dinh Vẫn đang cập nhật. | Công lập                                          |
| 28. Trường THPT Thường Tân                 | 2001                           | Xã Thường Tân, huyện Bắc Tân Uyên | Được thành lập và chính thức đi vào hoạt động từ ngày 31/8/2001, trường THPT Thường Tân đã trở thành ngôi trường THPT đầu tiên của các xã trung tâm vùng chiến khu Đ. | Thầy Lê Văn Tuấn Cô Đoàn Thị Ngọc Diệp | Công lập                                          |
| 29. Trường THPT Trần Văn Ơn                | 19/2/2003                      | 22/12, Phường Thuận Giao, TP. Thuận An | Thành lập 19/2/2003 theo quyết định số 33/2003/QĐ-UBND của UBND tỉnh Bình Dương. Chính thức đi vào hoạt động từ năm học 2005-2006. ban đầu với quy mô cấp 2 và cấp 3. Năm 2010 tách thành trường THPT Trần Văn Ơn và trường THCS Nguyễn Văn Trỗi. | 2005-2006: Thầy Lê Nhật Nam. 2006-2008: Thầy Trần Thanh Nguyện. 2008-2010: Thầy Trần Văn Cứu. 2010-2011: Thầy Trần Thanh Nguyện. 2011-?: Thầy Nguyễn Văn Thành. 2019: Thầy Hoàng Thanh Cần. Vẫn đang cập nhật. | Công lập                                          |
| 30. Trường THPT Trịnh Hoài Đức             | 1955                           | ĐT745, Phường An Thạnh, TP. Thuận An | Trường Trung học Trịnh Hoài Đức là trường Trung học công lập đầu tiên của tỉnh Bình Dương được thành lập từ năm học 1955 – 1956. Đến năm học 1975 – 1976 đổi tên trường Cấp 3 An Thạnh (còn gọi là trường nữ Trung học Trịnh Hoài Đức). Đến năm 1991 trường THPT Trịnh Hoài Đức được tái lập với hai cấp học THCS và THPT. Năm 2005 trường tách thành trường THCS Trịnh Hoài Đức và THPT Trịnh Hoài Đức theo Quyết định số 17/2005/QĐ-UB ngày 24/1/2005 của UBND tỉnh Bình Dương. | (?) Thầy Từ Văn Nhung Thầy Nguyễn Văn Thuận Cô Phạm Thị Hòa Hạnh thầy Quách Đức Thịnh. Vẫn đang cập nhật | Công lập                                          |
| 31. Trường THPT Tân Bình                   | 1978                           | Đường tỉnh 747, Ấp 3, Xã Tân Bình, huyện Bắc Tân Uyên | Trường THPT-VHVL Phước Sang được thành lập vào đầu năm 1978. Địa điểm: Cạnh suối Giai (Bến Bà Mụ) ấp Phước Sang, xã An Bình, huyện Đồng Phú (Sông Bé) nay là xã Phước Sang,huyện Phú Giáo, tỉnh Bình Dương (dựa vào sự tài trợ của Nông trường cao su Phước Sang). Được Công ty Cao su Phước Hòa giúp đỡ, tháng 4 năm 1984 chuyển toàn bộ trường Phước Sang về đây lấy tên trường là Trường Kỹ thuật cao su Phước Hòa. Năm 1988 trường giải thể nội trú và đổi tên trường là trường PTTH Tân Bình. Lúc này dân tranh chấp đất thế là trường phải dời qua địa điểm mới (trường THPT Tân Bình hiện nay). Trường THPT Tân Bình được xây dựng thêm từ năm 1997. Dấu vết trường Phước Sang, Phước Hòa cũ không còn. Bây giờ là trường THPT Tân Bình. | 1978-1980: thầy Trịnh Hữu Sắc. 1980: thầy Nguyễn Đình Thư. 1990-1992: thầy Đoàn Công Quan. 1992-1997:thầy Nguyễn Văn Trâm. 1997-1999: thầy Mai Long Nguyên. 1999 đến năm học 2006-2007: thầy Võ Thành Danh. 2008-7/2012: thầy Trần Phát Hưng. 7/2012 thầy Nguyễn Văn Dinh. Thầy Nguyễn Thế Cường Vẫn đang cập nhật. | Công lập                                          |
| 32. Trường THPT Tân Phước Khánh            | 1966                           | Tỉnh lộ 746, Phường Tân Phước Khánh, Thị xã Tân Uyên | Trường cấp 3 Tân Phước Khánh thành lập từ năm 1966. Từ năm 1966 đến năm tháng 4/1975, trường có tên là trung học Châu Thành. Từ tháng 5/1975 đến năm 1996, trường có tên là trường phổ thông trung học Tân Uyên 2. Năm 1992, trường PTTH Tân Uyên I đặt tại Thị trấn Uyên Hưng đổi tên thành trường THPT Huỳnh Văn Nghệ. Vì thế, đến năm 1997,trường PTTH Tân Uyên 2 được UBND tỉnh Sông Bé đổi tên thành trường THPT Tân Phước Khánh. Từ năm 1997 đến nay, trường có tên là THPT Tân Phước Khánh. | 1966: thầy Phạm Thế Hà. 1966-1974: thầy Phan Kỳ Nam.1974 đến trước ngày 30/4/1975: thầy Nông Công nghiệp. Sau ngày 30/04/1975, thầy Nguyễn Văn Nghĩa được cử tạm thời quản lý nhà trường. Sau đó Ty giáo dục Sông Bé quyết định cho thầy Nguyễn Đình Lân làm hiệu trưởng chính thức. 1977-1978: thầy Nguyễn Văn Phức. 1978-1984: thầy Phan Văn Xăng. 1984-1988: thầy Bùi Quang Ẩn. 1988-1989: thầy Đặng Văn Bé. 1990-2000: thầy Lê Việt Hùng. 1/2001-2006: thầy Trần Trọng Hoàng. 2007-8/2010: cô Bồ Kim Lang. 9/2010-6/2012: thầy Nguyễn Văn Dinh. 8/2012-01/2015: thầy Trần Phát Hưng. 2015-09/2023: thầy Nguyễn Hoàng Hùng. 10/2023 đến nay: thầy Phạm Trọng Sang. | Công lập                                          |
| 33. Trường THPT Tây Nam                    | 1999                           | 304, ĐT744, Xã Phú An, Thị xã Bến Cát | Trường THPT Tây Nam được nhiều giáo viên và học sinh Bình Dương biết đến vì đây là trường nằm ở vùng chiến khu Tam Giác Sắt một thời nổi danh trong cuộc kháng chiến chống Mỹ của huyện Bến Cát được thành lập từ năm 1999. | Chưa cập nhật. 2012: Thầy Trương Minh Giảng Thầy Phạm Trọng Sang | Công lập                                          |
| 34. Trường THPT Tây Sơn                    | 13/8/2002                      | Xã Tân Long, huyện Phú Giáo | Được thành lập vào ngày 13 tháng 8 năm 2002 theo quyết định số 83/2002/QĐ-UB của Chủ tịch UBND tỉnh Bình Dương ngày 27/6/2002, trường THPT Tây Sơn là trường THPT thứ ba của huyện Phú Giáo. | Chưa cập nhật. 2014: Thầy Trần Đình Phú. Thầy Trần Duy Tỵ Cô Nguyễn Thị Minh Tuyến | Công lập                                          |
| 35. Trường TH,THCS & THPT Việt Anh         | 3/2008                         | Đường Phạm Ngũ Lão, Phường Hiệp Thành, TP.Thủ Dầu Một | Trường Tiểu học, Trung học cơ sở và Trung học phổ thông Việt Anh là trường phổ thông đa cấp theo chuẩn quốc tế đầu tiên tại Bình Dương. Trường nhận học sinh từ cấp Mầm non, Tiểu học, Trung học Cơ sở và Trung học Phổ thông được thành lập từ tháng 3.2008. | Chưa cập nhật. | Tư thục                                           |
| 36. Trường TH, THCS & THPT Việt Anh 2      | 23/12/2016                     | Đường Số 13, Khu Phố Nhị Đồng 2, Phường Dĩ An, Thị xã Dĩ An                                                                                                   | Đường số 13, khu Trung tâm hành chính Dĩ An, Khu phố Nhị Đồng 2, Phường Dĩ An, Tp. Dĩ An, Bình Dương | Cô Nguyễn Thị Kim Anh | Tư thục                                           |
| 37. Trường THPT Võ Minh Đức                | 1987                           | số 400 Đường 30/4, Phường Chánh Nghĩa, TP.Thủ Dầu Một | Năm 1987 Trường THPT Võ Minh Đức được thành lập-theo tên nhà giáo ưu tú Võ Minh Đức-người con đất Bình Dương. Vừa dạy học vừa tham gia kháng chiến chống Pháp (bí danh Đang Võ) và chống Mỹ (bí danh Chí Thành), tích cực trong công cuộc xây dựng đất nước. | Thầy Trần Đình Hàng Cô Nguyễn Thị Tuyết Thầy Võ Tánh Danh | Công lập                                          |